# L.I.E.
L.I.E. es una película dramática de 2001. Ganó dos premios Independent Spirit Award y un Satellite. El director es Michael Cuesta.  